# Trekka
Trekka — легковий автомобіль на базі Škoda Octavia Combi, що виготовлявся у Новій Зеландії у 1966—1973 рр.
Був першим та єдиним автомобілем, що масово виготовлявся у Новій Зеландії; завдяки йому на короткий час країна потрапила у міжнародний клуб автомобільних експортерів.
Для Нової Зеландії Trekka є елементом масової культури (Kiwiana).

## Історія
З 1956 р. імпортером Škoda у Новій Зеландії була компанія Motor Industries International у Отахуху (передмісті Окленда). Компанія займалася збиранням автомобілів з машинокомплектів, оскільки в силу податкових та митних особливостей імпорт готових автомобілів був невигідним.
Ідея сільськогосподарського автомобіля на базі Škoda Octavia належить Філіпу Ендрюсу, власнику компанії Motor Lines, що дісталась йому у спадок від батька.
Навіть коли компанією заволодів Ноель Тернер (Noel Turner), Ендрюс переконав нового власника у ринковому потенціалі такого автомобіля — на «сільськогосподарські машини» не накладались обмеження.
Перші ескізи та прототипи Trekka були створені у 1965—1966 рр.
Серед розробників колишній голова відділу розробки кузовів Škoda Йозеф Велебні та новозеландський дизайнер Джордж Тейлор. Існує інформація, що у створенні автомобіля брали участь також десятки новозеландських фірм.
До появи «Трекки» іншою компанією у м. Каверу, був створений прототип сільськогосподарського автомобіля на базі британського Bradford'a.
Керівник цієї компанії — Пітер Рісбрідж, сподіваючись на майбутню співпрацю передав прототип Motor Lines у Окленд.
Однак Motor Lines розробили й налагодили виробництво автомобіля з двигуном «Шкоди» без якої небудь плати Рідсбріджу.
2 грудня 1966 р. компанією Motor Lines (у м. Отахуху, Нова Зеландія) розпочалось виробництво позашляховика Trekka. Перші моделі під назвою «2-10» коштували всього £899; фарбувались у зелений колір, мали брезентовий дах й буксирувальну штангу як єдину опцію.
На початку виготовляли 6 авт./день. За 1967 р. було продано 708 авт., а до січня 1968 р. вже 1000.
Обсяги зросли після того як виготовлення кузовних панелей передали виробнику газонокосарок H J Ryans.
Загалом за 1965—1973 рр. було виготовлено близько 2500 екз.

Trekka у В'єтнамі. 1969 р.

Автомобілі експортувались у Фіджі (з 1968 р.), Самоа, Індонезію (з 1971 р., як машинокомплекти) та ряд інших держав Океанії, Австралію.
Щодо експорту до останньої, то він став нагальним, коли виробники «Трекка» дізнались, що Motokov (зовнішньоторгівельна організація чехословацьких автовиробників) збирається налагодити виробництво автомобілів на базі «Шкоди» у Австралії.
Уряди Австралії та Нової Зеландії домовились, що 720 авт. Trekka зможуть без митних оподаткувань продаватись у Австралії. Натомість така сама кількість австралійських Holden мали безмитно реалізовуватись у Новій Зеландії.
Однак у Австралії Trekka не користувалась попитом — було продано не більше 100 авт.
Попри дешевизну у них були надійніші та потужніші конкуренти — Holden, Ford та Chrysler.
Декілька машин воювали у В'єтнамі, у 1969 р., куди їх доставили для обслуговування військового госпіталю.
У 1969 р. один Trekka був експортований до General Motors у Детройт. Причина цьому невідома.
У 1970 р. у Новій Зеландії переглянули митні збори, після чого у країну стали масово потрапляти японські автомобілі, що поступово витісняли Trekka, і у 1973 виробництво зупинилось.
У 1970-их роках схожий за концепцією утилітарний позашляховик Skopak також збирався і продавався в Пакистані.

## Конструкція

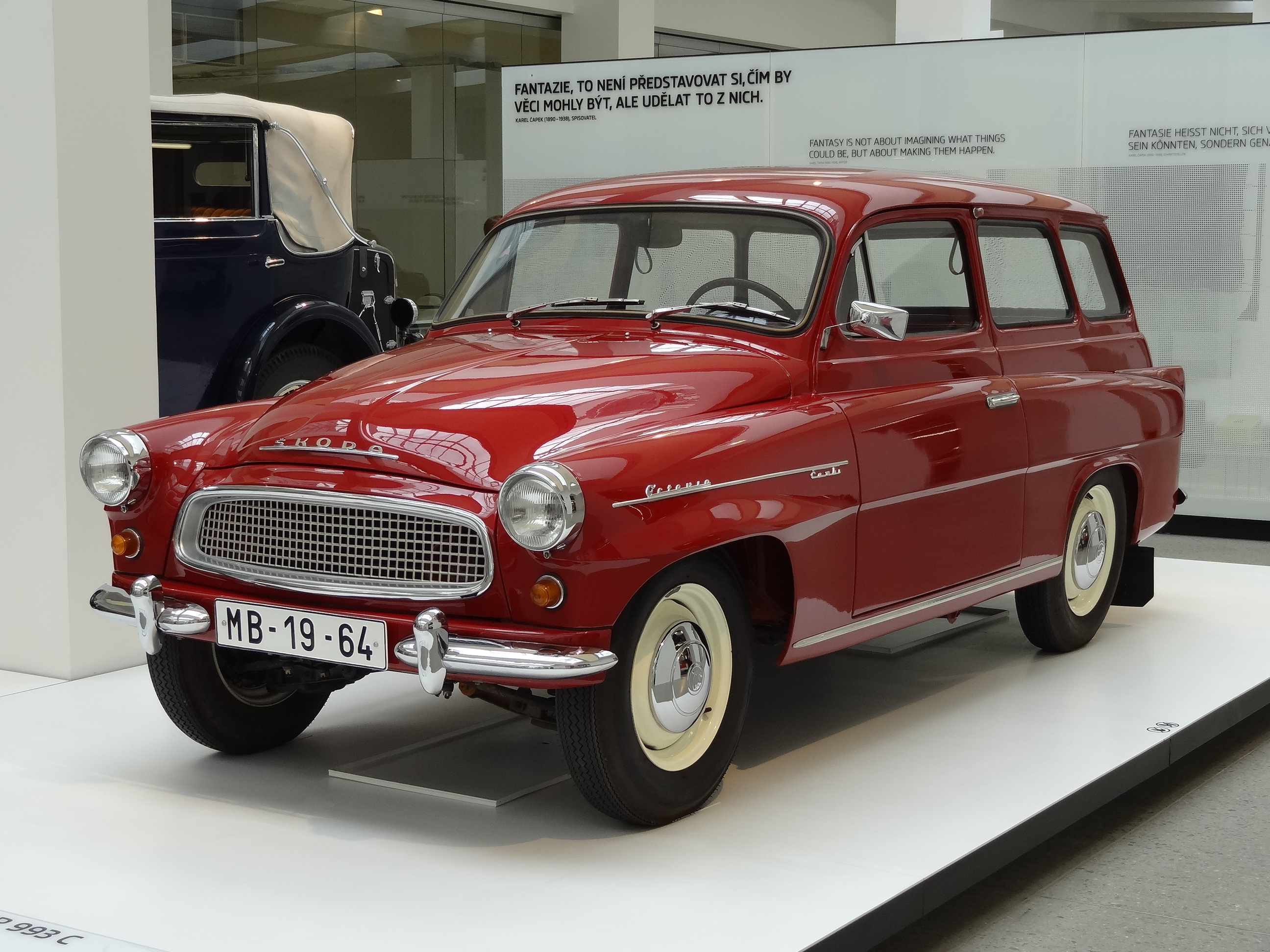
Škoda Octavia Combi

Автомобіль мав шасі та двигун від задньопривідного універсала Škoda Octavia Combi.
Від «Шкоди» позашляховик отримав хребтову вилчату раму, незалежну підвіску усіх коліс (спереду на подвійних поперечних важелях та пружинах, ззаду — з хитними півосями та поперечною ресорою).
Однак у порівнянні з Octavia колісну базу зменшили з 2389 до 2165 мм (збільшивши геометричну прохідність), а передатне число головної передачі збільшили з 4,78 до 5,25.
За додаткову плату встановлювався самоблоківний диференціал (прохідність позашляховика з єдиною ведучою віссю й без того була обмеженою).
Більші шини (5,90×15) забезпечували кліренс у 190 мм.
Двигун з робочим об'ємом 1,2 л та потужністю 46 к. с. разом з 4-ступеневою коробкою передач давав змогу розвивати 110 км/год.
Витрата палива становила 11 л/100 км.
Кузова виготовлялися вручну. Усі модифікації були 3-ох дверними й позначались цифрами:
- 2-10: відкритий кузов (open wagon);
- 2-12: фаетон-універсал, з брезетновим дахом (full canvas soft top);
- 2-13: пікап (bolt on hard cab);
- 2-14: фургон з твердим склотканинним дахом кабіни й брезентовим тентом (hard cab, rear canvas canopy);
- 4-15: фургон з двостултовими задніми дверима (full hard top van, «station wagon» rear doors);
- 4-16: фургон з одинарними задніми дверима (full hard top van, single rear door);

Також існували комерційні шасі (3-13, 3-10) з «довгими» та «короткими» колісними базами.
Попри просту конструкцію автомобілі мали низьку якість збирання і як наслідок надійність.

## Виноски
1. ↑  ГОСТ 8.417-2002
2. ↑  «Assembly — New Zealand Car Production 1921-98», Mark Webster, Reed Publishers, ISBN 0-7900-0846-7
3. ↑  Finlay, David (24 червня 2025). 130 years of Škoda. www.msn.com (Story)  (англ.). Classic & Sports Car. Процитовано 23 червня 2025.{{cite web}}:  Обслуговування CS1: Сторінки з параметром url-status, але без параметра archive-url (посилання)
4. ↑  Брязгунов, Тарас (5 червня 2025). Предок Kodiaq і Karoq: в інтернеті показали маловідомий позашляховик Skoda 70-х (фото). ФОКУС (укр.). Процитовано 5 червня 2025.